# Tres Tombs de Barcelona
|  | Aquest article tracta sobre la festa al barri de Sant Antoni. Vegeu-ne altres significats a «Tres Tombs de Sant Andreu de Palomar». |

La festa dels Tres Tombs de Barcelona se celebra al voltant de la festivitat de Sant Antoni Abat i té com a activitat principal una passada de bèsties –cavalls, ases, someres–, cavalcades o tirant carruatges, que fan un circuit pel centre de la ciutat. A mitjan camí, davant l'Escola Pia de Sant Antoni, es beneeixen els animals. És una festa amb el format de processó, amb un punt de sortida i un d'arribada, i no es fan tres tombs al voltant d'un indret sagrat tal com mana la tradició. La cavalcada dels Tres Tombs de Barcelona se celebra el dissabte següent a la festivitat de Sant Antoni Abat. I si aquesta data s'escau en dissabte, s'ajorna a la setmana sobre.

## Motiu
Els Tres Tombs es fan amb motiu de la diada en honor de sant Antoni Abat, patró dels animals domèstics, sobretot els de peu rodó. La llegenda explica que si en veia un de ferit el guaria. I així ho va fer amb el porquet que va trobar a Barcelona, que per mostrar-li com n'estava, d'agraït, l'acompanyà sempre més. Per això habitualment la imatge del sant es representa amb aquest animal al costat.
Sant Antoni, que va viure entre els segles iii i iv dC, va morir un 17 de gener. I aquesta és la data que ha restat per a retre-li homenatge.

## Orígens
La cavalcada dels Tres Tombs de Barcelona es fa, almenys, des del 1825, al voltant del Portal de Sant Antoni Abat, un espai que amb els anys va donar pas al barri que avui anomenem de Sant Antoni. Durant el primer segle la benedicció dels animals i els Tres Tombs es feien amb tota naturalitat, perquè cavalls i ases eren animals corrents en la vida quotidiana de la ciutat. Quan la presència d'aquests animals a Barcelona quedà arraconada, la celebració es va mantenir com a homenatge als animals de peu rodó, que en el curs de la història han estat motor econòmic i social.

## Activitats destacades
- Per començar els Tres Tombs d'una manera singular, els organitzadors llancen els cent cinquanta coloms de Sant Antoni, un acte molt recent que ha arrelat entre els barcelonins. L'activitat, que es fa ressò de cent cinquanta desigs que la ciutat demana al sant, compta amb la participació de la Societat de Coloms Missatgers de Catalunya.[1]
- La cavalcada. La cavalcada dels Tres Tombs concentra carruatges amb els cavalls en un punt de Montjuïc i comencen una desfilada tècnica fins a l'avinguda de Mistral, on es fa una cerimònia de lliurament dels estendards. A dos quarts d'onze del matí arrenca la passada i recorre uns quants carrers del centre de la ciutat fins a arribar a la plaça de Sant Jaume, on les autoritats electes reben el seguici. Hi participen disset genets vestits de gala. D'aquests, n'hi ha tres que encapçalen la comitiva, el portant i els cordoners de l'estendard de sant Antoni Abat. Els disset genets són precedits pels llancers i la banda de música de la secció muntada de la Guàrdia Urbana de Barcelona. Els segueixen un carruatge amb la imatge de sant Antoni i més carruatges de les entitats i administracions organitzadores de la diada. La participació de genets i carruatges és oberta a entitats i a tota la ciutadania. És tradició que els participants llancin caramels al públic.[1]
- La benedicció dels animals. El recorregut de la cavalcada passa sempre per la ronda de Sant Pau i es beneeixen els animals davant l'Escola Pia de Sant Antoni.[1]
- La rifa del porc. El 2013 la festa de Sant Antoni Abat va recuperar la rifa del porc, un sorteig de paneres de productes regalats pels cansaladers del barri, que setmanes abans reparteixen números entre la clientela. La tradició de la rifa es remunta dos-cents anys enrere, quan es va començar a captar fons per a l'Hospital de Sant Llàtzer, molt a la vora del barri.[1]